# Salerno
Salerno város (közigazgatásilag comune), egyben megyeszékhely, Campania régióban, az azonos nevű öböl partján. Lakosságát tekintve Nápoly után a második legnagyobb város a régióban.
A város három jól elkülöníthető zónára oszlik: a középkori szektorra, a 19. századi városrészre és a világháború utáni sűrűn lakott területre, számos lakótömbjével.
A 11. és 12. században itt létesült az első középkori orvosi egyetem, a kora középkor legfontosabb egészségügyi oktatási intézménye, a Schola Medica Salernitana. 1943-ban, a második világháború idején  ide menekült az olasz király, miután különbéke-tárgyalások kezdődtek Olaszország és a szövetségesek között. Itt alakult meg a rövid életű „déli kormány”. Az Avalanche hadműveletben, az olaszországi partraszállás során (1943. szeptember 9.) a szövetségesek Salerno mellett is tettek partra csapattesteket.

## Fekvése
A megye északnyugati részén fekszik. Határai: Baronissi, Castiglione del Genovesi, Cava de’ Tirreni, Giffoni Valle Piana, Pellezzano, Pontecagnano Faiano, San Cipriano Picentino, San Mango Piemonte és Vietri sul Mare.

## Története
Salerno területén valószínűleg már a történelem előtti időkben is laktak. Az emberi jelenlét első biztos jelei a I. e. 9 és 6. század közti időszakból származnak. Az Irno folyón túl fekvő szamnisz-etruszk Irna város a mai salernói Fratte városnegyed helyén terült el. Fontos csomópontja volt az etruszkok kereskedelmi életének Poseidonia és Elea görög gyarmatokkal.
Miután a rómaiak benyomultak Campaniába, Irna hanyatlásnak indult. A rómaiak i. e. 194-ben megalapították saját városukat Salernumot. Katonai funkcióit az új város hamar elvesztette és kereskedelmi központtá vált. A Via Popilia kötötte össze Rómával, amely innen dél irányban, Lucania és Rhegium felé haladt tovább.
A régészek feltárta leletek virágzó, élettel teli városra utalnak. Diocletianus császár uralkodása idején, a 3. század végén Salernum Bruttia és Lucania provincia közigazgatási központja lett.
Fontos központ volt az 5. században, amikor a keleti gótok uralták Itáliát.
A következő évszázadban Bizánc a gót háborúkban legyőzte a gótokat, de uralma csak 15 évig tartott (553 és 568 között), mert az északról érkező longobárdok rövid idő alatt szinte egész Dél-Itáliát ellenőrzésük alá vonták. Mint más déli tengerparti városokat (Gaeta, Sorrento, Amalfi), az új hódítók kezdetben Salernót is elkerülték. Csak 646-ban esett el és egy hercegség központja lett. 

### Magyar vonatkozások
Második nápolyi hadjárata alatt, 1350 nyarán I. Lajos magyar király seregével Nápoly felé haladva Eboli városában akart megszállni. Salerno városából azonban követek érkeztek hozzá, hogy ha akarja, akkor könnyűszerrel elfoglalhatja a várost, mivel I. Johanna nápolyi királynő csak egy darab gályát küldött annak védelmére. Így Lajos Eboliból Salerno alá vágtatott mintegy száz lovagjával, és a városon kívül bevárta a seregét.
Idővel a jelzett nápolyi gálya is befutott a kikötőbe, de a magyarokat meglátva inkább visszafordult. Így a város megnyitotta kapuit a magyar király előtt: ünnepélyes küldöttséget menesztettek ki eléje. Lajos nagylelkűen bánt a meghódolt várossal: hogy az esetleges atrocitásoknak elejét vegye, katonáinak szigorúan előírta, hogy a városba fegyveresen nem mehetnek be. A magyar király négy napot töltött Salerno városában, közben fogadta a környékbeli városok, Amalfi, Ravello, Scala, Castellamare hódolatát.
Márai Sándor második olaszországi tartózkodása idején (1967-1980) Salernóban lakott feleségével.

## Népessége
A népesség számának alakulása:

## Főbb látnivalói
- Katedrális (Duomo)
- San Pietro in Vinculis-templom
- Sant’Augustine-templom
- Sant’Apollonia-templom
- Castello di Arechi
- Palazzo D’Avossa

## Oktatás

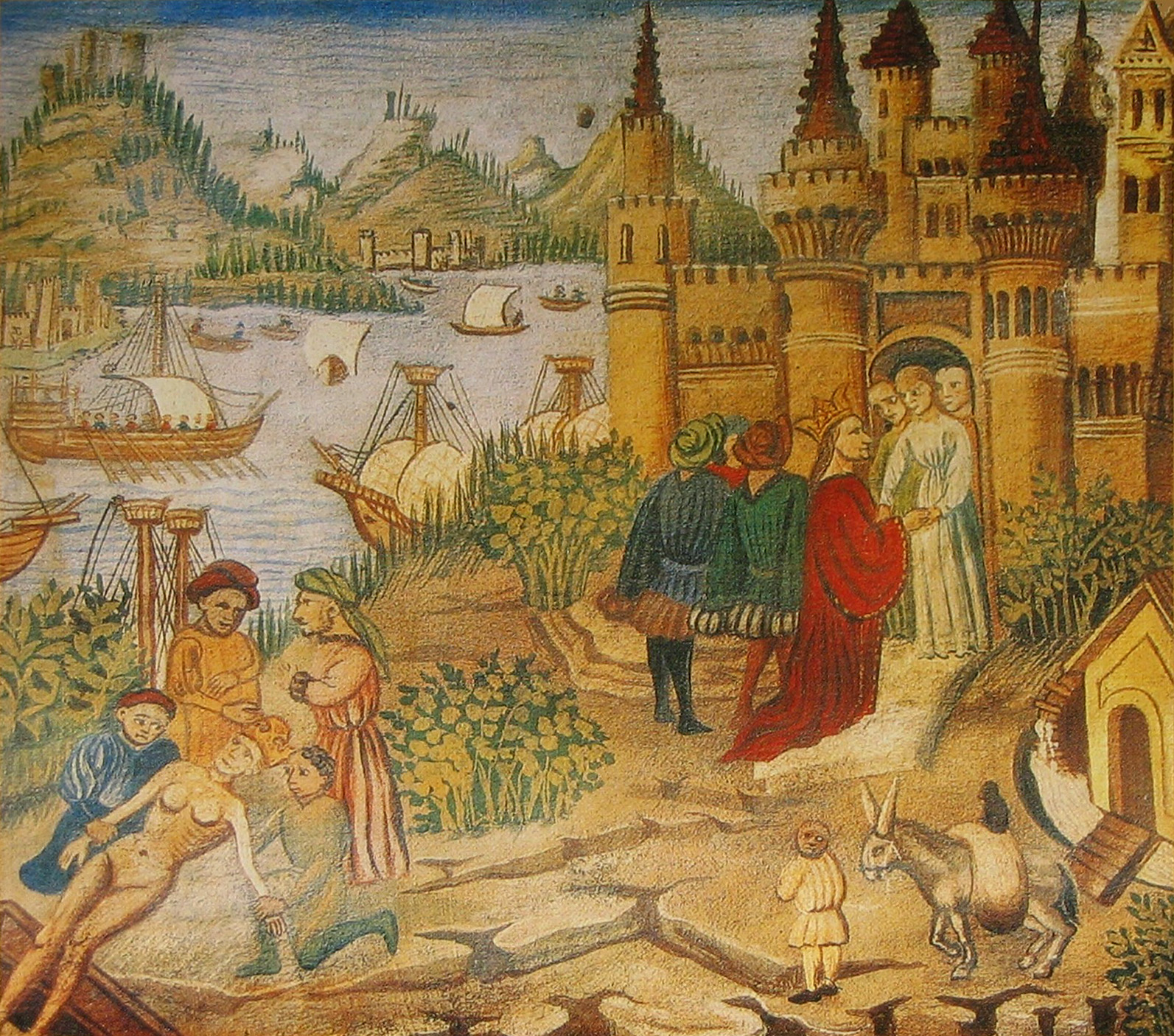
A Schola Medica Salernitaná Avicenna: Kánonok című művén

A salernói orvosiskola a Schola Medica Salernitana Európa legrégebbi középkori orvosi iskolája, amely szintetizálta a görög, a latin, az arab és a zsidó orvostudományt. A 11. és 12. század között létesült a kora középkor legfontosabb egészségügyi oktatási intézménye volt. A közvetlen közelben fekvő Monte Cassinó-i bencés anyakolostor egyfajta kezelőhelyet tartott fenn Salernóban. Határozott fellendülést hozott az orvosiskola életébe, hogy az észak-afrikai fűszer- és gyógynövény-kereskedő, Constantinus Africanus 1080 körül belépett a Monte Cassino hegyén fekvő kolostor tagjai közé. Jelentős mennyiségű orvostudományi művet hagyott hátra a szerzeteseknek. Az ő tudományos hagyatéka vált a salernói iskola alapvető tananyagává, irányadóan befolyásolva a nyugati orvostudomány fejlődését. Jelentősége a 13. században kezdett hanyatlani, amikor a franciaországi Montpellier-ben is orvosi egyetem nyílt.
1944-ben „Giovanni Cuomo” néven alapítottak egyetemi intézetet Salernóban, amely 1968-ban állami egyetemmé vált. Az egyetemisták száma gyorsan emelkedett. Ma a két egyetemi kampusz (Fisciano és Baronissi) tíz karán 40 ezer diák tanul.

## Gazdaság
A város gazdasága a turizmusra és a szolgáltatásokra épül, a helyi ipar jórésze nem élte túl az 1970-es évek válságát (kivéve a kerámiakészítést és az élelmiszeripart).
Salerno a Tirrén-tenger egyik legforgalmasabb kikötője. Évente 7 millió tonna áru halad itt keresztül, ennek 60%-a konténerekben.

## A város híres szülöttei
- Nicola Abbagnano, filozófus
- Mario Ajmone Cat, az olasz hadsereg parancsnoka
- Giovanni Amendola, újságíró, politikus
- Andrea Fortunato, labdarúgó
- Renato Raffaele Martino, Kardinális
- Thomas von Salerno (1420 – 1480), író
- Germano Milite, művész

## Testvérvárosok
- Japán Tóno(wd), Ivate
- Franciaország Rouen
- USA Youngstown, Ohio
- Románia Galac,